# Monti della Magnola
I Monti della Magnola sono un gruppo montuoso, appartenenti alla catena del Sirente-Velino, compresi nel territorio del comune di Ovindoli (AQ), in Abruzzo.

## Descrizione
Si ergono a ovest del Piano d'Ovindoli, compreso nell'altopiano delle Rocche, a nord-ovest dell'abitato di Ovindoli, separati dai Monti di Campo Felice dai Piani di Pezza, dal gruppo del Monte Velino dalla valle Majelama e da quello del Monte Sirente dall'altopiano delle Rocche. Si collegano a nord-ovest anche ai monti che circondano a est i Piani di Pezza (Punta Trento, Punta Trieste, Costa della Tavola e Costone della Cerasa). Raggiungono l'elevazione massima con il Monte Magnola (2.222 m s.l.m.) e sui pendii del gruppo si sviluppano le piste da sci e gli impianti di risalita di Ovindoli-Monte Magnola. Oltre a chalet vari è presente su una cima del gruppo il Rifugio Telespazio.

### Cime del gruppo
- Monte Magnola, 2222 m s.l.m.
- Costone della Cerasa, 2.119 m
- Monte delle Lenzuola, 1987 m
- Monte Freddo, 1.907 m
- Monte Arso, 1.900 m